# Noroeste de Washington, D.C.

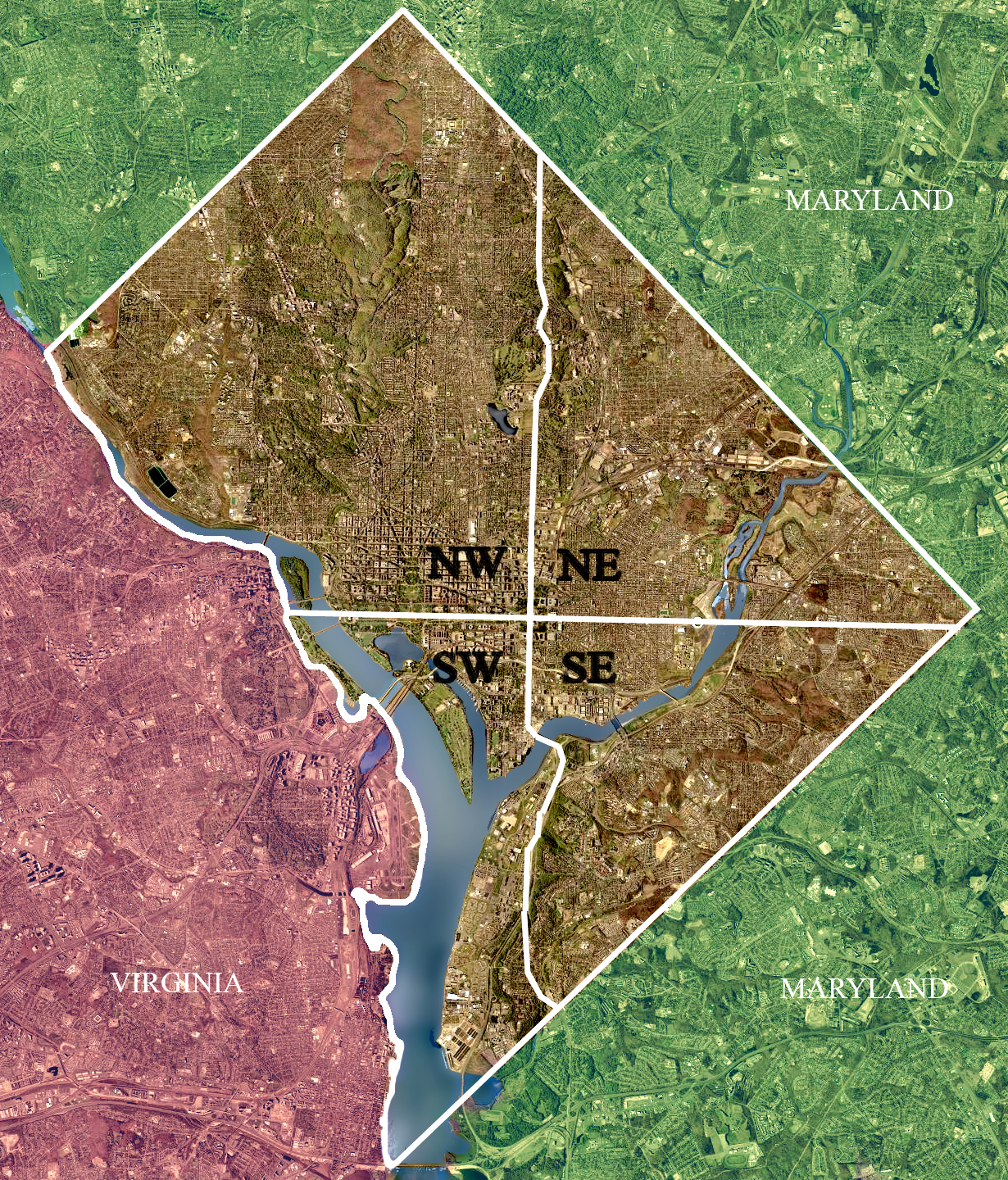
Imagem de satélite do USGS de abril de 2002. As linhas negras indicam as ruas que dividem Washington em quatro diferentes quadrantes, todas partindo do Capitólio de Washington.

O Noroeste (em inglês:  Northwest, também escrito como NW ou N.W.) é o maior dos quatro quadrantes de Washington, D.C. possuindo aproximadamente a metade da cidade, e está localizado ao Norte do National Mall e a Oeste da Rua North Capitol. Inclui o centro financeiro da cidade, o Triângulo Federal, e os museus ao longo do lado norte do National Mall, bem como alguns bairros como Petworth, Dupont Circle, LeDroit Park, Georgetown, Adams Morgan, Embassy Row, Glover Park, Tenleytown, Foggy Bottom, Cleveland Park, Columbia Heights, Mount Pleasant, the Palisades, Shepherd Park, Crestwood, Bloomingdale, e Friendship Heights.
Politicamente, o Noroeste é composto de partes das alas 1, 2, 3, 4, 5 e 6, sendo as alas 1 e 3 as únicas alas localizadas inteiramente dentro do quadrante.
A região possui muitas faculdades, incluindo a American University, Universidade George Washington, Universidade de Georgetown, Universidade Howard, e a Universidade do Distrito de Colúmbia. O Verizon Center, sede do Washington Wizards, Washington Capitals, e do Georgetown Hoyas e de concertos e eventos, está localizado neste quadrante. O Noroeste também abriga a Catedral Nacional de Washington, a Casa Branca, e o Parque Rock Creek.
É o único quadrante totalmente acessível por todas as linhas do Metrô de Washington.